# Frank Heemskerk
Frank Heemskerk (Haarlem, 26 juli 1969) is een Nederlands bestuurder en voormalig politicus namens de PvdA. Hij was staatssecretaris van Economische Zaken in het kabinet-Balkenende IV (2007–2010) en Tweede Kamerlid (2003–2006).

## Politieke carrière
Frank Heemskerk volgde een studie economie aan de Universiteit van Amsterdam. Hij maakte aanvankelijk carrière in de bankwereld. Hij was werkzaam voor ABN AMRO. Gelijktijdig was hij betrokken bij de politieke vernieuwingsbeweging Niet Nix. Bij de Tweede Kamerverkiezingen 2003 werd Heemskerk gekozen als lid van de Tweede Kamer. Hij hield zich in het parlement onder andere bezig met economische zaken (markt en overheid) en met de stelselherziening gezondheidszorg. Bij de Tweede Kamerverkiezingen 2006 stond Heemskerk 39e op de kandidatenlijst van de PvdA, te laag om herkozen te worden. Op 29 november 2006 nam hij afscheid van het parlement.
Bij de vorming van het kabinet-Balkenende IV in februari 2007 werd Heemskerk staatssecretaris van Economische Zaken. In het buitenland mocht hij de titel van 'minister voor Buitenlandse handel' voeren. In september 2007 haalde Heemskerk de landelijke media met zijn actieplan voor het stimuleren van het gebruik van zogenaamde opensource-software en 'open standaarden' bij de Nederlandse overheid: overheden moeten deze standaarden en software toepassen en in de gevallen waarin dat echt niet gaat, uitleggen waarom dat niet kan. Dit plan is op 11 december 2007 door de Tweede Kamer aangenomen. Een succesvol initiatief in de bewindsperiode van Heemskerk was het Bel-me-niet-register. Door opname in dit register kunnen Nederlanders telefoontjes van telemarketeers en verkopers vermijden. Bij de Tweede Kamerverkiezingen van 2010 stelde Heemskerk zich niet herverkiesbaar.

## Carrière na de politiek
Per 1 januari 2011 trad Heemskerk toe tot de raad van bestuur van advies- en ingenieursbureau Royal Haskoning. Van 1 april 2013 tot 1 december 2018 was hij bewindvoerder bij de Wereldbank. Sinds november 2018 is Heemskerk gastdocent Geo-Economics aan de Universiteit Leiden. Vanaf 1 januari 2019 was hij secretaris-generaal van de European Round Table of Industrialists (ERT). Daarnaast was hij vanaf 1 juni 2019 voorzitter van de raad van toezicht van Meesman Indexbeleggen. Met ingang van 1 september 2021 werd hij benoemd tot lid van de Centrale Plancommissie (CPC), het toezichtsorgaan van het Centraal Planbureau (CPB). Sinds 12 april 2023 is Heemskerk lid van de raad van commissarissen van KPN.
Per 1 februari 2024 is hij gestopt als secretaris-generaal van de ERT en als voorzitter van de raad van toezicht van Meesman Indexbeleggen. Per die datum werd hij executive vice president public affairs & countries van ASML.
- International Standard Name Identifier: 0000 0000 4783 3967
- Library of Congress Control Number: n2006057935
- Nederlandse Thesaurus van Auteursnamen: 292155069
- Parlement.com: vge7dtphinyl
- Virtual International Authority File: 4362349
- WorldCat: E39PBJwmX73hGbG8RYPfhG8DMP